# Honduras na Letnich Igrzyskach Olimpijskich 1988
Honduras na Letnich Igrzyskach Olimpijskich 1988 reprezentowało 8 zawodników. Był to 4. start reprezentacji Hondurasu na letnich igrzyskach olimpijskich.

## Skład kadry

### Boks
Mężczyźni
- Darwin Angeles – waga ekstra – 17. miejsce
- Roberto Martínez – waga średnia – 17. miejsce

### Lekkoatletyka
Mężczyźni
- Jorge Fidel Ponce

400 metrów – odpadł w eliminacjach
400 metrów przez płotki – odpadł w eliminacjach
- Santiago Fonseca – chód 20 km – 40. miejsce
- Rafael Valladares – chód 20 km – 48. miejsce

### Pływanie
Mężczyźni
- Pablo Barahona

50 metrów st. dowolnym – 58. miejsce
100 metrów st. dowolnym – 68. miejsce
100 metrów st. grzbietowym – 46. miejsce
200 metrów st. grzbietowym – 38. miejsce
- Plutarco Castellanos

50 metrów st. dowolnym – 60. miejsce
100 metrów st. dowolnym – 64. miejsce
100 metrów st. motylkowym – 47. miejsce
Kobiety
- Ana Fortin

50 metrów st. dowolnym – 38. miejsce
100 metrów st. dowolnym – 44. miejsce
100 metrów st. grzbietowym – 33. miejsce
200 metrów st. grzbietowym – 29. miejsce
100 metrów st. motylkowym – 35. miejsce